# John Devey
John Henry George „Jack“ Devey (* 26. Dezember 1866 in Birmingham; † 11. Oktober 1940 ebenda) war ein englischer Fußballspieler und als Stürmer langjähriger Kapitän der erfolgreichen Meister- und Pokalsiegermannschaft von Aston Villa der 1890er Jahre.

## Laufbahn als Fußballspieler
Devey agierte zunächst ausschließlich als Amateurspieler für diverse Vereine in Birmingham, bevor er sich im März 1891 Aston Villa anschloss. Die Kritiker, die ihm vorwarfen, mit 24 Jahren bereits zu alt für einen Sprung ins Profigeschäft zu sein, widerlegte er umgehend, als er in 25 Einsätzen der Spielzeit 1891/92 29 Tore schoss und mit seinem Team den vierten Platz belegte. Gleichzeitig erreichte er mit Aston Villa nach Siegen gegen die Wolverhampton Wanderers (3:1) und den FC Sunderland (4:1) das Endspiel im FA Cup, das jedoch im Kennington Oval mit 0:3 deutlich gegen West Bromwich Albion verloren ging.
Obwohl Devey auf allen Positionen im Angriff eingesetzt werden konnte und hohe Torquoten erzielte, war seine Position zumeist die des rechten Innenstürmers. Seine Stärken lagen in technisch versierten Dribblings und in der Fähigkeit, Gegenspieler auf sich zu ziehen, um dann einem freistehenden Mitspieler aufzulegen. Davon profitierten zumeist sowohl der rechte Flügelspieler Charlie Athersmith als auch die Mittelstürmer. Nach einem weiteren vierten Rang in der Spielzeit 1892/93 (18 erzielte Tore) steuerte der kopfballstarke Devey in der Saison 1893/94 als Mannschaftskapitän 20 Ligatore – er war damit Toptorjäger der „Villans“ – zum Gewinn der englischen Meisterschaft bei. Während dieser Zeit kam er auch in der englischen Nationalmannschaft am 5. März 1892 und am 3. März 1894 zu zwei Länderspielen gegen Irland. Dass keine weiteren Einsätze für England folgten, war dem Umstand geschuldet, dass er auf seiner Position mit John Goodall und später Steve Bloomer hochkarätige Konkurrenz hatte, die er nicht verdrängen konnte, wobei nicht wenige zeitgenössische Stimmen der „Achse Devey-Athersmith“ einen höheren Stellenwert in Bezug auf die englische Auswahl beimaßen.
Stattdessen führte Devey seinen Verein bis zum Ende des 19. Jahrhunderts zu einer wahren Titelflut, die damit begann, dass er 1895 mit einem 1:0-Finalsieg gegen West Bromwich Albion – den entscheidenden Treffer schoss Linksaußen Bob Chatt nach nur einer halben Minute – erstmals den FA Cup gewann. Es folgte im Jahr danach die zweite englische Meisterschaft und 1897 sogar das „Double“ aus FA Cup und Meisterschaft. Nach dem Abgang von zwei Schlüsselspielern und der schweren Verletzung von Howard Spencer blieben für Devey und Villa in der folgenden Spielzeit Titelgewinne aus. Bedeutenderes spielte sich aber jenseits des Fußballfelds ab, als Devey mit einer Reihe weiterer bedeutender Fußballspieler dieser Zeit im Februar 1898 die Spielergewerkschaft Association Footballers’ Union (AFU) gründete, die sich maßgeblich gegen die von der Football League vorgeschriebene Gehaltsobergrenze von wöchentlich vier Pfund wandte.
In seinem Karriereherbst gewann Devey 1899 und 1900 jeweils noch einmal die englische Meisterschaft und auch in der Saison 1900/01 war er mit 15 Treffern erneut Toptorschütze des Villans. Als er seinen Platz in der Mannschaft in der Spielzeit 1901/02 dann verlor, beendete er seine Fußballerkarriere nach insgesamt 187 Toren in 308 Pflichtspielen für Aston Villa. Er besitzt damit bis zum heutigen Tage die drittbeste Trefferausbeute in der Vereinsgeschichte.

## Neben und nach der Fußballerkarriere
Neben dem Fußball spielte Devey langjährig Cricket für den Warwickshire County Cricket Club. Dazu kam ein weitgehendes Interesse für den Baseball-Sport, wobei er die Bestrebungen des US-Amerikaners Albert Spalding zur Verbreitung des Spiels in England unterstützte.
Dem Fußballsport selbst blieb er nach seinem Rücktritt als Aktiver noch bis 1934 treu und arbeitete als Direktor für Aston Villa. Dazu besaß er ein Sportausrüstungsgeschäft in Lozells und gemeinsam mit dem noch aktiven Villa-Spieler Harry Hampton eröffnete er 1915 mit dem „Winson Green Picture House Company“ ein Kino mit 1.500 Sitzplätzen.

## Erfolge
- Englischer Meister: 1894, 1896, 1897, 1899, 1900
- Englischer Pokalsieger: 1895, 1897